# Gabriel de Saint-Jean-Baptiste
Gabriel de Saint-Jean-Baptiste (1640-1692) est un carme flamand, de la Réforme de Touraine, auteur d'ouvrages ascétiques destinés aux jeunes filles chrétiennes.

## Biographie
Gabriel de Saint-Jean-Baptiste est né à Bruxelles (Belgique), le 12 novembre 1640. Son nom de famille était Gaston. Entré dans l'ordre des carmes au couvent de Malines, il y prononce ses vœux solennels, le 11 avril 1660. Le 29 juin 1663, il est envoyé à Boxmeer (Hollande) comme enseignant en Lettres. Il y demeurera jusqu'en mai 1669, après avoir été ordonné prêtre, le 19 avril 1665. Entre mai 1676 et mai 1681, il occupe les postes de préfet des études et de professeur de Lettres à Geldern, où il deviendra également sous-prieur de la communauté en 1685, 1686 et 1691, tout en exerçant la fonction d'aumônier militaire. Il décède dans cette ville, le 24 février 1692.

## Postérité
Entre 1685 et 1691, Gabriel de Saint-Jean-Baptiste a publié cinq ouvrages ascétiques en néerlandais, composés à la demande du chanoine régulier Jean van der Heyden. Interrompue par la mort de l'auteur, cette série présente des conseils plus moraux que spirituels, susceptibles d'exhorter les jeunes filles  à mener une digne vie chrétienne. Le premier volume porte sur les péchés capitaux, et s'intitule L'Apelle chrétien peignant d'une manière vivante la tromperie, la vanité et la folie du monde. Le deuxième volume propose une sagesse pratique de la vie, comme l'indique son titre : Le joyau spirituel présentant... des leçons très profitables prises du trésor des sept sages de la Grèce. Le troisième volume expose, sous une allégorie, ce que devrait être, dans une perspective spirituelle, la beauté physique d'une fiancée du Christ, sous le titre de Pulchérie sans masque, ou le miroir de la vraie beauté montrant aux jeunes filles ce qui est bien et mal. Le quatrième volume constitue d'ailleurs une allégorie sur les vêtements féminins : La fiancée du Christ, Christina, habillée selon la mode de Paris et du paradis, montrant aux vierges comment s'orner l'âme et le corps. Le cinquième volume a pour titre Le mariage spirituel entre le Christ et l'âme appelée Amadea. Quant au sixième volume, il aurait dû traiter, toujours dans la veine allégorique, de la manière dont une épouse du Christ tient sa maison et son ménage afin de plaire à son mari. Se situant dans la ligne de l'humanisme dévot du XVIIe siècle, l'auteur utilise, sur un ton doctoral, des auteurs classiques et chrétiens, dont il tire de nombreux exemples édifiants, ainsi que des poèmes didactiques, auxquels il lui arrive de joindre les siens. En résumé, cette série programmatique apparaît essentiellement comme révélatrice des goûts de l'époque baroque.

### Œuvres
- (nl) Gabriel a S. Joanne Baptista, Den Christelycken Apelles, het bedrogh, de ydelheydt en sottigheydt van de wereldt levendigh af-malende, Gand, Peeter vande Velde, 1685, 347 p. (lire en ligne).
- Den Gheestelycken Juwelier voorsien van kostelycke ghesteenten van rykleerende lessen, , 1686.
- De ongemaskerde Pulcheria, oft spieghen van de waere schoonheyt, vertoonende aen de hedendaeghsche maeghden wat hun wel en qualyck staet, Anvers, 1686.
- De Bruydt Christi Christina ghekleerdtnaer de Mode van Parys en Paradys, betoonende aen alle Maeghden, Anvers, 1690.
- Het Gheestelyck Huwelyck tusschen Christum en de siele onder den naem van Amadea, Anvers, 1691.

### Études
- R. Hendriks, « Gabriel de Saint-Jean-Baptist », Dictionnaire de spiritualité ascétique et mystique, Paris, Beauchesne, t. VI,‎ 1967, p. 6–7 (lire en ligne).
- Eug. De Seyn, « Gabriel de Saint Jean-Baptiste », Dictionnaire biographique des Sciences, des Lettres et des Arts en Belgique, Bruxelles, Éditions l'Avenir, t. I?,‎ 1936, p. 475, col. 1..